# گلن‌ایر (میزوری)
گلن‌ایر (به انگلیسی: Glenaire) یک شهر در ایالات متحده آمریکا است که در شهرستان کلی، میزوری واقع شده‌است. گلن‌ایر ۰٫۷۰ کیلومتر مربع مساحت و ۵۴۵ نفر جمعیت دارد و ۲۴۴ متر بالاتر از سطح دریا واقع شده‌است.